# Almut Seidel
Almut Seidel (geboren 1940) ist eine deutsche Diplompädagogin und Professorin für Musikpädagogik und Musiktherapie an der Fachhochschule Frankfurt am Main.

## Leben und Werk
Seidel studierte Schulmusik, Musikwissenschaft, Romanistik, Pädagogik, Psychologie und Soziologie mit dem Abschluss als Diplompädagogin. 1980 promovierte sie an der Universität Frankfurt mit einer hochschuldidaktischen Arbeit zur Musik in der Sozialpädagogik.
Seit 1988 leitete Seidel die von ihr initiierte Weiterbildung Musiktherapie in der Sozialen Arbeit und überführte das Studienprogramm 2002 in einen Masterstudiengang Musiktherapie, den sie bis zu ihrer Pensionierung leitete. Sie ist Supervisorin der Deutschen Gesellschaft für Supervision DGSv.
Als anerkannte Musiktherapeutin des Berufsverbands der Musiktherapeutinnen und Musiktherapeuten in Deutschland war sie viele Jahre berufspolitisch aktiv, teilweise als Vorstandsmitglied.
Seidel veröffentlichte wissenschaftliche Beiträge in den Bereichen Musik in der Sozialen Arbeit, Altenarbeit, Musiktherapie und Hochschuldidaktik. Ihr 2005 herausgegebenes Buch Verschmerzen fand Eingang in den Literaturkompass Musiktherapie, weil es zu den ersten deutschsprachigen Studien zur Musiktherapie in der Psychoonkologie gehöre und zudem einen Einstieg in den fachspezifischen Diskurs zur Genderfrage biete.

## Schriften
- Musik in der Sozialpädagogik. Dargestellt am Beispiel Randgruppenarbeit.  Anregungen für die musikalische Arbeit mit sozial benachteiligten Kindern im Vorschul- und Grundschulalter. Breitkopf & Härtel, Wiesbaden 1976, ISBN 3-7651-0131-1.
- Soziale Kulturarbeit am Beispiel Musik. Überlegungen zum Zusammenhang von Musik und Sozialpädagogik und Vermittlungsprobleme im Rahmen der Ausbildung. (Dissertation) Gustav Bosse Verlag, Regensburg 1980, ISBN 3-7649-2223-0.
- Geschichte des Fachs Musik in Studiengängen der Sozialen Arbeit an Fachhochschulen. In: Theo Hartogh, Hans Hermann Wickel (Hrsg.): Handbuch Musik in der Sozialen Arbeit. Juventa, Weinheim und München 2004, ISBN 3-7799-0787-9, S. 13–18.
- Aktuelle Situation des Fachs Musik in den Studiengängen der Sozialen Arbeit an Fachhochschulen. Theo Hartogh, Hans Hermann Wickel (Hrsg.): Handbuch Musik in der Sozialen Arbeit. Juventa, Weinheim und München 2004, ISBN 3-7799-0787-9, S. 19–128.
- (Hrsg.) Verschmerzen. Musiktherapie mit krebserkrankten Frauen und Männern im Spannungsfeld von kurativer und palliativer Behandlung. Dr. Ludwig Reichert Verlag, Wiesbaden 2005, ISBN 3-89500-457-X.
- Musik – Biografie – Therapie. Musiktherapie-Studierende auf dem Weg ihrer Professionalisierung. Dr. Ludwig Reichert Verlag, Wiesbaden 2009, ISBN 978-3-89500-690-6.